# Jakutische Sprache
Die jakutische Sprache (jakutisch саха тыла ‚sacha tyla‘) ist eine Sprache aus der Gruppe der nordöstlichen Turksprachen (auch „sibirische Turksprachen“ genannt), die von etwa 450.000 Menschen als Muttersprache gesprochen wird. Sie nimmt innerhalb der Gruppe der Turksprachen eine Sonderstellung ein, da sie auf der einen Seite viele Merkmale des Alttürkischen und auf der anderen Seite Merkmale der benachbarten, aber nicht nahe verwandten mongolischen und tungusischen Sprachen aufweist.

## Sprecherzahl, Verbreitung
Jakutisch ist die Muttersprache eines Großteils der etwa 444.000 Jakuten und wird von einigen tausend weiteren Menschen als Zweit- oder Fremdsprache gesprochen. Hauptverbreitungsgebiet ist die Republik Sacha (Jakutien), daneben existieren Sprechergemeinschaften in der Oblast Magadan, der Oblast Amur und der Region Krasnojarsk. Viele Ewenken, Ewenen und Jukagiren sprechen als Erstsprache Jakutisch.
Die Lexik, das Lautsystem und die Grammatik des Jakutischen sind vor allem vom Mongolischen und Tungusischen beeinflusst, während der Grundwortschatz noch überwiegend als türkisch anzusehen ist. Ein erstes Jakutisch-Russisch-Wörterbuch schuf Edward Piekarski. Im Jakutischen gibt es nur wenige Fremdwörter aus dem Russischen. Diese sind meist Begriffe der Technik.

### Dialekte
Der Artikel „Яку́тский язы́к“ (deutsch „Jakutische Sprache“) von Elisaweta I. Ubrjatowa im Лингвистический энциклопедический словарь (deutsch „linguistisches enzyklopädisches Wörterbuch“) gibt eine Klassifikation des Jakut-Dialektsystems, in der vier Gruppen von Dialekten unterschieden werden:
- Zentrale Gruppe
- Wiljuisk-Gruppe
- Nordwestliche Gruppe
- Taimyr-Gruppe

P. P. Baraschkow wählte drei Gruppen von Dialekten in der Sprache der Jakuten aus: Namsk-Aldan, Wiljuisk-Kangalass und Megino-Tatta.
In der Klassifikation von M. S. Woronkin werden die Dialekte der jakutischen Sprache in zwei große Gruppen von Dialekten und den Dolgan-Dialekt unterteilt:
- westliche (umgebende) Gruppe von Dialekten;
  - Wiljuisk-Dialekte
  - nordwestliche Dialekte
- östliche (Akoja-) Dialektgruppe;
  - zentrale Dialekte
  - nordöstliche Dialekte
- Dolganische Dialekt/Sprache.

Deutlich von anderen jakutischen Dialekten isoliert ist das Dolganische. Der Einfluss der ewenkischen Sprache sowie die lange isolierte Entwicklung des Dolganischen von anderen jakutischen Dialekten führten zu einer Zunahme der phonetischen, morphologischen und lexikalischen Unterschiede zur klassischen jakutischen Sprache. Einige Forscher (E. I. Ubrjatowa und andere) betrachten Dolgan als eigenständige türkische Sprache; andere (M. S. Woronkin) halten den Dolgan-Dialekt für nur geringfügig anders als die jakutische Sprache.
Zwischen den Sprechern der Dialekte besteht ein weitgehendes gegenseitiges Verständnis. Dialektische Unterschiede manifestieren sich hauptsächlich im Bereich der Phonetik und des Wortschatzes.

## Alphabete
Erst seit 1819 gilt das Jakutische als Schriftsprache im eigentlichen Sinn, als russische Missionare bei den Jakuten ein modifiziertes kyrillisches Alphabet zur Schreibung der Sprache einführten.

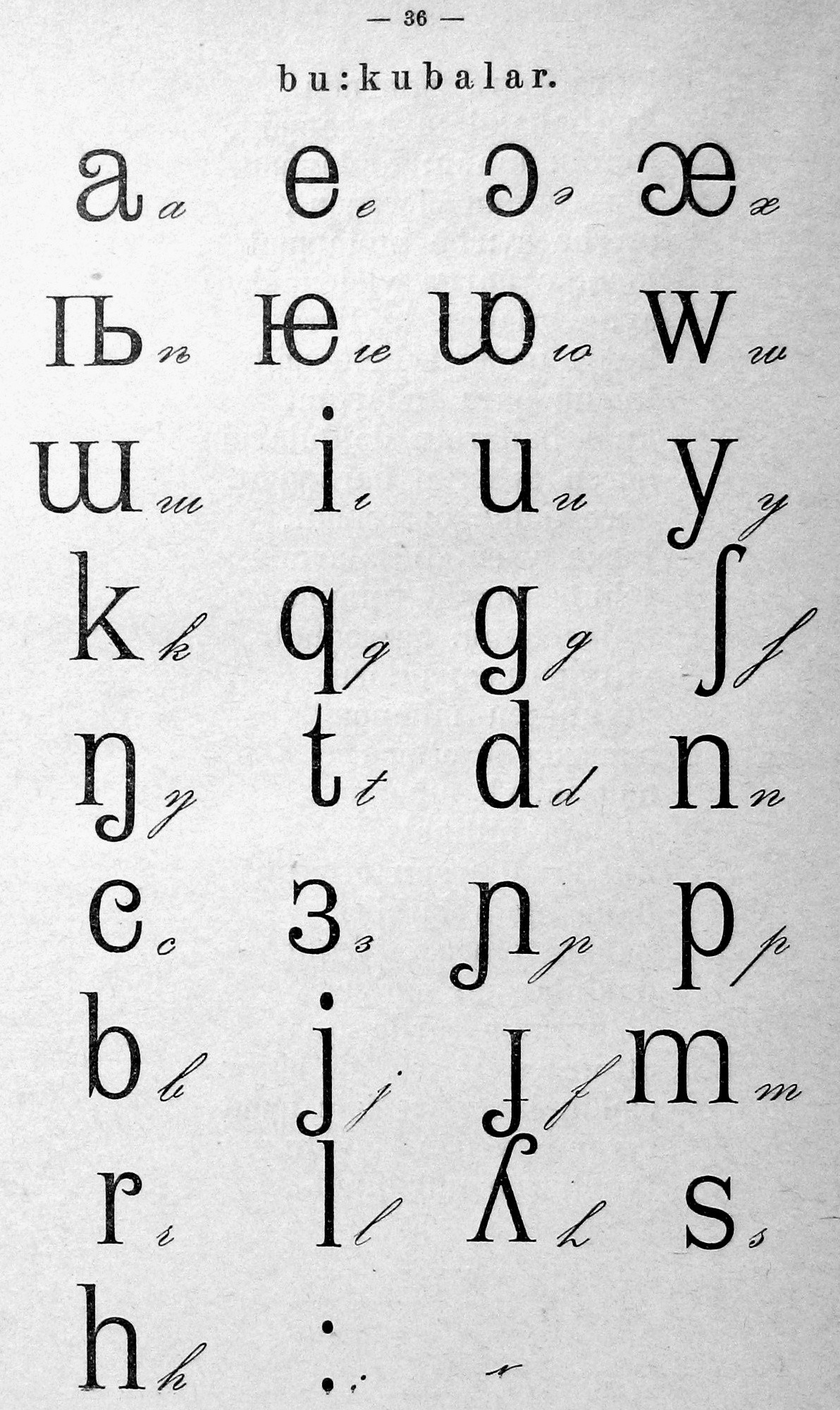
Jakutisches Alphabet 1917–1929

Ab ca. 1917 wurde Jakutisch in einer eigens dafür entwickelten Lautschrift geschrieben, die aus einer Auswahl von Zeichen des Internationalen Phonetischen Alphabets (IPA) und vier zusätzlichen Zeichen für Diphthonge bestand. Diese vier zusätzlichen Zeichen sind in Unicode seit der Version 8.0 (Juni 2015) enthalten.
1929 wurde diese Schrift durch das „Neue Alphabet für die Turksprachen“ (Jaꞑalif) abgelöst.
1939 führte Stalin für alle Nationalitäten der UdSSR einen obligatorischen Russisch-Unterricht und damit auch bei den Jakuten ein modifiziertes kyrillisches Alphabet ein.
Jakutisches Lateinalphabet (1929–1939):
| A a   | B в | C c | Ç ç | D d | E e   | G g | Ƣ ƣ |
| H h   | I i | J j | K k | L l | Lj lj | M m | N n |
| Nj nj | Ꞑ ꞑ | O o | Ɵ ɵ | P p | Q q   | R r | S s |
| T t   | U u | Y y | Ь ь | '   |       |     |     |

Jakutisches Kyrillalphabet (seit 1939):
| А а | Б б | В в   | Г г | Ҕ ҕ | Д д | Дь дь | Е е |
| Ё ё | Ж ж | З з   | И и | Й й | К к | Л л   | М м |
| Н н | Ҥ ҥ | Нь нь | О о | Ө ө | П п | Р р   | С с |
| Һ һ | Т т | У у   | Ү ү | Ф ф | Х х | Ц ц   | Ч ч |
| Ш ш | Щ щ | Ъ ъ   | Ы ы | Ь ь | Э э | Ю ю   | Я я |

## Phonetik und Phonologie
Die jakutische Sprache hat eine streng phonematische Orthographie, so dass eine eindeutige Beziehung zwischen Lautfolge und Schriftbild (einschließlich langer Vokale, zweier Digraphen und vier Diphthonge) besteht.

### Vokale
|        |                 | Kurz | Kurz            | Lang | Lang | Diphthonge |
| ------ | --------------- | ---- | --------------- | ---- | ---- | ---------- |
| hoch   | mittel und tief | hoch | mittel und tief |      |      | Diphthonge |
| vorn   | ungerundet      | i    | e               | iː   | eː   | ie         |
| vorn   | gerundet        | y    | ø               | yː   | øː   | yø         |
| hinten | ungerundet      | ɯ    | a               | ɯː   | aː   | ɯa         |
| hinten | gerundet        | u    | o               | uː   | oː   | uo         |

Der Vokalismus der jakutischen Sprache wird durch acht kurze und acht entsprechende lange Vokale dargestellt. Kurzbuchstaben werden als а, и, о, ө, у, ү, ы, э bezeichnet; lang – аа, ии, оо, өө, уу, үү, ыы, ээ. In der Sprache sind die sogenannten primären Längengrade erhalten: fünf lange Vokale (аа, ии, уу, үү, ыы), die nur in der Wurzel vorkommen. Sekundäre Längengrade, die sich aus einer Kontraktion ergeben, sind in jeder möglichen Silbe eines Wortes zu finden. Darüber hinaus ist die Sprache durch vier Diphthonge gekennzeichnet, die durch zwei Buchstaben gekennzeichnet werden: иэ, уо, үө und ыа:S. 11–13. Die Verwendung von Vokalen folgt der Vokalharmonie, bei der die Vokale in einem Wort in einer genau definierten Reihenfolge aufeinander folgen müssen. Wenn zum Beispiel die vorherige Silbe den Laut ы enthält, kann es in der nächsten nur entweder а, ы oder ыа geben: ылыым, ылаар, ылыа usw.:S. 15–16.
| Vokale           | Mögliche nachfolgende Vokale | Beispiele                                          |
| ---------------- | ---------------------------- | -------------------------------------------------- |
| а, аа, ы, ыы, ыа | а, аа, ы, ыы, ыа             | аҕабыт, кылаан, кындыа, кыайаар                    |
| э, ээ, и, ии, иэ | э, ээ, и, ии, иэ             | эргэтээҕи, нэлиэр, биэриим, тириитинэн, иччикэйиэм |
| о, оо            | о, оо, у, уу, уо             | дьолбун, болгуо                                    |
| ө, өө            | ө, өө, ү, үү, үө             | көмүс, өрөөбүт, өйдүүр, көрүөххүн                  |
| у, уу, уо        | у, уу, а, аа, уо             | уҥуоҕун, тускулаах, умуруорума, уонна              |
| ү, үү, үө        | ү, үү, э, ээ, үө             | үстүү, сүһүөхтээх                                  |

### Konsonanten
|             | Labial | Labial | Dental | Dental | Alveolar | Palatal | Palatal | Velar | Velar | Glottal |
| ----------- | ------ | ------ | ------ | ------ | -------- | ------- | ------- | ----- | ----- | ------- |
| Nasal       | m      | m      | n      | n      |          | ɲ       | ɲ       | ŋ     | ŋ     |         |
| Plosiv      | p      | b      | t      | d      |          | c       | ɟ       | k     | ɡ     |         |
| Frikativ    |        |        |        |        | s        |         |         | x     | ɣ     | h       |
| Approximant |        |        |        |        | l        | j, ȷ̃    | j, ȷ̃    |       |       |         |
| Vibrant     |        |        |        |        | ɾ        |         |         |       |       |         |

In Wörtern, die aus der russischen Sprache entlehnt wurden, werden Konsonantenkombinationen durch zwischengesetzte Vokale getrennt. Zum Beispiel: «бригада» > биригээдэ (‚Brigade‘), «книга» > кинигэ (‚Buch‘) usw. In den angestammten Wörtern ist eine Kombination von mehr als zwei Konsonanten nicht zulässig. Am Anfang und am Ende eines Wortes sind Konsonanten (mit Ausnahme einiger Wörter) verboten, Kombinationen bestimmter Konsonanten sind verboten.
Zu Beginn eines Wortes werden häufig die Konsonanten б, м, к, с, т, х, ч verwendet. Selten benutzt: п, г, һ. Am Wort Anfang werden ҕ, й, ҥ, р nicht verwendet. Am Ende des Wortes werden һ, ҕ, г, б, д, ч nicht verwendet.

### Prosodie
Jakutisch ist (wie die meisten anderen türkischen Sprachen) durch eine okzitone (immer auf die letzte Silbe fallende) Betonung gekennzeichnet, die nicht mit Diphthongen und Vokallängen assoziiert ist.

## Grammatik

### Morphologie

#### Nomen
Die Sprache der Jakuten gehört zu den agglutinierenden Sprachen. Die Wortbildung beruht auf Anhängen: балык ‚Fisch‘ – балыксыт ‚Fischer‘ – балыктааһын ‚Fischerei‘.
Die Geschlechtskategorie wird nicht grammatikalisch ausgedrückt, es gibt keine Präpositionen oder Präfixe. Ähnliche semantische Konstruktionen entstehen auch durch Affixe.

#### Pronomen

##### Personalpronomen
Personalpronomen in der Sprache der Jakuten (мин min, эн en, кини kini, биһиги bihigi, эһиги ehigi, кинилэр kiniler) unterscheiden sich in Personen (erste, zweite, dritte) und Zahlen (Singular und Plural). In der Umgangssprache werden Pluralpronomen häufig abgekürzt, zum Beispiel: биһиги – биһи, эһиги – эһи.
Die Deklination von Personalpronomen:S. 51–52:
| Kasus (түһүк)           | Singular     | Singular     | Singular   | Plural       | Plural       | Plural        |
| Kasus (түһүк)           | 1. Person    | 2. Person    | 3. Person  | 1. Person    | 2. Person    | 3. Person     |
| Kasus (түһүк)           | ich          | du           | er/sie     | wir          | ihr          | sie           |
| ----------------------- | ------------ | ------------ | ---------- | ------------ | ------------ | ------------- |
| Nominativ (төрүөт)      | мин          | эн           | кини       | биһиги       | эһиги        | кинилэр       |
| Partitiv (араарыы)      | миигинэ      | эйиигинэ     | кинитэ     | биһигинэ     | эһигинэ      | кинилэрэ      |
| Dativ (сыһыарыы)        | миэхэ        | эйиэхэ       | киниэхэ    | биһиэхэ      | эһиэхэ       | кинилэргэ     |
| Akkusativ (туохтуу)     | миигин       | эйигин       | кинини     | биһигини     | эһигини      | кинилэри      |
| Ablativ (таһаарыы)      | миигиттэн    | эйигиттэн    | киниттэн   | биһигиттэн   | эһигиттэн    | кинилэртэн    |
| Instrumentalis (туттуу) | миигинэн     | эйигинэн     | кининэн    | биһигинэн    | эһигинэн     | кинилэринэн   |
| Komitativ (холбуу)      | миигинниин   | эйигинниин   | кинилиин   | биһигинниин  | эһигинниин   | кинилэрдиин   |
| Vergleichsfall (тэҥнии) | миигиннээҕэр | эйигиннээҕэр | кинитээҕэр | биһигинээҕэр | эһигиннээҕэр | кинилэрдээҕэр |

##### Demonstrativpronomen
In der jakutischen Sprache gibt es 3 Demonstrativpronomen, die sich im Grad der Entfernung des von ihnen bezeichneten Objekts vom Sprecher und Hörer unterscheiden: бу, ити, ол. Das Pronomen бу wird verwendet, wenn sich das Objekt neben dem Sprecher befindet, ити neben dem Hörer und ол von beiden entfernt ist. Demonstrativpronomen werden je nach Fall dekliniert.

#### Ziffern
| нуул     | биир   | икки | үс        | түөрт    | биэс     | алта      | сэттэ    | аҕыс      | тоҕус | уон            |                       |          |           |
|          | 11     | 20   | 30        | 40       | 50       | 60        | 70       | 80        | 90    | 100            | 1000                  | 10.000   | 1.000.000 |
| уон биир | сүүрбэ | отут | түөрт уон | биэс уон | алта уон | сэттэ уон | аҕыс уон | тоҕус уон | сүүс  | тыһыынча (муҥ) | уон тыһыынча (үтүмэн) | мөлүйүөн |           |

#### Plural
Der Plural in der Sprache Jakutisch wird durch Hinzufügen eines Suffixes in Abhängigkeit vom endgültigen Klang des Wortstamms gebildet:
| Ende des Wortstamms | Suffixe                | Beispiele                            |
| ------------------- | ---------------------- | ------------------------------------ |
| Vokale, л           | -лар, -лэр, -лор, -лөр | кыыллар, эһэлэр, оҕолор, бөрөлөр     |
| к, п, с, т, х       | -тар, -тэр, -тор, -төр | аттар, күлүктэр, оттор, бөлөхтөр     |
| й, р                | -дар, -дэр, -дор, -дөр | баайдар, эдэрдэр, хотойдор, көтөрдөр |
| м, н, ҥ             | -нар, -нэр, -нор, -нөр | кыымнар, илимнэр, ороннор, бөдөҥнөр  |

Ausnahmen: кыыс (‚Mädchen‘) – кыргыттар (‚Frauen‘), уол (‚Junge‘) – уолаттар (‚Jungen‘).
Wenn eine bestimmte Menge eines Objekts (oder Ereignisses) oder eine ungefähre Menge (beim Hinzufügen von Adverbien) ausgedrückt wird, werden Affixe nicht verwendet. Beispiele: үс оҕо (‚drei Kinder‘), сүүс үлэһит (‚einhundert Mitarbeiter‘), аҕыйах кус (‚wenige Enten‘), элбэх үөрэнээччи (‚viele Studenten‘). Dies ist eines der Merkmale vieler türkischer Sprachen.

## Bibliographie
- Stanislav Kaluzynski: Mongolische Elemente in der jakutischen Sprache. Mouton u. a., Warschau 1962, OCLC 754963360.
- John R. Krueger: Yakut Manual (= Research and studies in Uralic and Altaic languages. Band 63; Indiana university publications: Uralic and Altaic series. Band 21). Bloomington 1962, OCLC 185725854; Curzon Press, London 1997, ISBN 0-7007-0821-9 (Reprint).
- Michel Morvan: Erensuge. In: La Linguistique. 23, 1987/1, S. 131–136, JSTOR:30248559.
- Ingeborg Hauenschild: Lexikon jakutischer Tierbezeichnungen. Harrassowitz Verlag, Wiesbaden 2008, ISBN 978-3-447-05747-9.
- Н. К. Антонов: Якутский язык (= Языки мира: Тюркские языки. Band 6). Индрик, Moskau 1997, ISBN 5-85759-061-2, S. 513–524 (russisch; Red.: Э. Р. Тенишев).
- Landmann Angelika: Jakutisch: Kurzgrammatik. Otto Harrassowitz Verlag, Wiesbaden 2016, ISBN 978-3-447-10667-2 (deutsch, jakutisch, ethz.ch [PDF; 121 kB] Inhaltsverzeichnis).